# Peder Benzon Mylius
Peder Benzon Mylius (døbt 8. januar 1689 – 18. marts 1745) var en dansk landsdommer og historisk forfatter.
Han var søn af den tyskfødte apoteker i Slagelse Johan Jacob Mylius og Sophie von Støcken (tidligere gift med rektor Peder Bendtsen), dimitteredes 1706 fra Slagelse Skole, tog 1710 teologisk attestats, blev 1723 sekretær i Danske Kancelli, 1724 assessor i Hofretten, 1728 i Højesteret, 1732 landsdommer på Sjælland, 1733 justitsråd, død i Sorø 18. marts 1745. Gift 1721 med Magdalene Margrethe Holmann (17. marts 1692 – 2. juni 1778), datter af overkonduktør for landmålingen Claus Holmann og Hedevig Vedel. Mylius var en mand med litterær sans og historiske interesser, hvorom den betydelige håndskriftsamling, han efterlod sig, vidner. Selv udarbejdede han også historiske skrifter, hvoraf dog kun hans levnedsbeskrivelse af Cort Adeler udkom (1740), efter at først Ludvig Holberg havde benyttet hans manuskript i sin danmarkshistorie. At hans andre arbejder (Dannebrogordenens historie, Frederik IV's historie m.fl.) forblev utrykte, kan ikke beklages, når man ser hen til, hvor ukritisk og upålidelig som historieskriver han viser sig i sit trykte arbejde.
Han er begravet i Sorø Klosterkirke. Der findes et miniatureportræt på Frederiksborgmuseet udført ca. 1720 af Johannes Bøhling den ældre (ca. 1687-1737). På Statens Museum for Kunst findes et portræt af Mylius udført 1721 af Hyacinthe Rigaud.